# Deviantart
Deviantart (DA) är en av världens största konstrelaterade webbplatser. Webbplatsen samlar över 25 miljoner medlemmar och över 250 miljoner verk (2017). Deviantart syftar till att ge konstnärer en plats att ställa ut och diskutera verk. Verken är organiserade i en omfattande kategoristruktur, med fotografier, digital konst, traditionell konst, litteratur, film med mera. Webbplatsen startades av Scott Jarkoff, Matthew Stephens och Angelo Sotira och lanserades 7 augusti 2000.
"Fella", en liten robotkattfigur, är Deviantarts officiella maskot.

## Allmänt
Sajten är gratis för konstnärer inom bland annat fotografi, målning, teckning, poesi och fanart (nästan alla media inom dator och konst). Man kan också välja att betala en summa för en prenumeration ("subscription"), vilket ger användaren tillgång till ett antal extra funktioner. Ungefär 140 000 nya verk med konst, fotografier, animation med mera tillkommer varje dag.
Pornografi är strängt förbjudet, men "smakfull nakenhet" är tillåten.